# Roll Call
Roll Call es un periódico publicado en Washington D. C., que informa sobre las sesiones del Congreso de los Estados Unidos y temas legislativos y políticos del Capitolio, así como de las elecciones del congreso.
Roll Call es el buque insignia de CQ Roll Call, que también publica CQ (antiguamente Congressional Quarterly), un servicio de suscripción para noticias diarias y semanales de política, así como una revista de publicación semanal. Los columnistas habituales de Roll Call son Walter Shapiro, Mary Curtis, Patricia Murphy y Stu Rothenberger.

## Historia
Roll Call fue fundado en 1955 por Sid Yudain, un secretario de prensa del congresista Al Morano (Republicano-Connecticut). El número inaugural del periódico se publicó el 16 de junio de 1955, con una impresión inicial de 10 000 ejemplares. Richard Nixon, entonces vicepresidente de los Estados Unidos, escribió una carta a Yudain felicitándolo por la nueva empresa. La carta de Nixon apareció en la portada del número inaugural.
En 1986, Yudain vendió Roll Call a Arthur Levitt, quien se desempeñaba como presidente de la Bolsa de Valores de Estados Unidos en ese momento. Yudain continuó trabajando como columnista en la publicación después de la venta.
The Economist Group adquirió Roll Call en 1993, y se fusionó con CQ en 2009 después de que The Economist Group comprara esta última empresa.
En julio de 2018, se anunció un acuerdo para que FiscalNote adquiriera CQ Roll Call.
En 2019 Roll Call tenía un total de 34 562 suscriptores de la edición impresa. y 40 900 en YouTube.

## Franquicias deRoll Call

### «Heard on the Hill»
En enero de 1988, Roll Call lanza la columna «Heard on the Hill», que cubre la vida y el trabajo en Capitol Hill y alrededores. Alex Gangitano escribió la columna de 2014 a 2018, antes de irse a The Hill para cubrir el cabildeo. El 30 de abril de 2019, Roll Call anunció el actual equipo de redacción de «Heard on the Hill», formado por Clyde McGrady y Kathryn Lyons.

### Juego de béisbol del Congreso
En 1962, Roll Call comenzó a patrocinar el Juego de Béisbol del Congreso para la Caridad. En 1965, se otorgó el primer Trofeo Roll Call al equipo republicano, que fue el primer equipo en ganar tres juegos desde que Roll Call comenzó su patrocinio. Desde entonces, se ha otorgado un nuevo trofeo al siguiente equipo que gane tres juegos (durante los próximos tres, cuatro o cinco años), después del año en el que se otorgó el trofeo más reciente. Roll Call también patrocina el Salón de la Fama del Béisbol del Congreso.

### Political Theatre Podcast
Political Theatre Podcast es un podcast de Roll Call presentado por Jason Dick.